# Circuito di Albacete
Il circuito di Albacete (in spagnolo circuito de Albacete) è un tracciato per competizioni automobilistiche e motociclistiche, situato a meno di 10 chilometri dal centro di Albacete, nella comunità autonoma di Castiglia-La Mancia, in Spagna; venne inaugurato il 14 luglio 1990.

## Caratteristiche
Il circuito principale viene percorso in senso orario e aveva una lunghezza di 3,539 chilometri, portata nell'inverno del 2014 a 3,550 km in seguito a lavori di modifica del tracciato costati 1,1 milioni di euro; è possibile utilizzare anche altre due configurazioni più corte e indipendenti l'una dall'altra, lunghe rispettivamente 2237 e 1336 metri. Le modifiche al tracciato, effettuate per migliorarne gli spazi di fuga e la sicurezza, comprendono una riprofilatura della prima curva, che viene anticipata e rallentata, la trasformazione della "curva del ristorante" (curve 6-7 nell'immagine - curva 6 secondo la denominazione ufficiale), che diventa a 90° e con maggiori possibilità di sorpasso, la rimozione della "chicane" che precedeva l'ultima curva, sostituita dalle nuove curve 13 e 14 (con quest'ultima che si innesta su una bretella del tracciato ridotto), la completa riasfaltatura e l'ampliamento delle vie di fuga, lo spostamento della linea del traguardo, ora davanti alle tribune, un nuovo ingresso ai box posto alla penultima curva, per evitare i pericoli di quello precedente e infine un incremento del 50% del numero dei box. Il rettilineo più lungo è quello del traguardo, 595,25 m (prima erano 623 metri), dove si trova la corsia dei box con 36 garage. La larghezza minima della pista è di 10 metri, che salgono a 12 in prossimità del rettifilo d'arrivo. Le sette tribune distribuite attorno alla pista possono accogliere complessivamente un massimo di 7200 persone, oltre alla presenza di 30000 m² di prato L'intero tracciato è fornito di illuminazione permanente, che permette anche di svolgere attività in notturna..

## Competizioni
La pista ha ospitato il campionato mondiale Superbike dal 1992 al 1999; sulle 16 gare corse su questo autodromo, il pilota a vincerne di più è stato Carl Fogarty, con sei successi. Oltre a questa competizione, sul tracciato si sono svolte prove a livello internazionale sia motociclistiche, come quelle del campionato mondiale Endurance, del campionato mondiale velocità Sidecar e del campionato Europeo Velocità, sia con camion, come il campionato europeo Truck. Per quanto riguarda invece i campionati a livello nazionale, sul circuito sono state organizzate gare di diverse categorie, tra cui la Formula 3 spagnola di automobilismo e il campionato spagnolo velocità di motociclismo.